# Argyrocottus zanderi
Argyrocottus zanderi (лат.) — вид морских лучепёрых рыб семейства рогатковых. Единственный вид рода Argyrocottus. Встречается в северо-западной части Тихого океана от Японии до Курильских островов и в Японском море. Встречается на глубине от 0 до 85 метров. Этот вид вырастает до стандартной длины 9 сантиметров.

## Таксономия
Впервые этот таксон был официально описан в 1892 году русским зоологом Соломоном Герценштейном, типовое местонахождение город Корсаков на Сахалине в Охотском море. В 5-м издании «Fishes of the World» род Argyrocottus отнесен к подсемейству Cottinae семейства Cottidae, однако другие авторы относят этот род к подсемейству Myoxocephalinae семейства Psychrolutidae, хотя другие относят подсемейство Myoxocephalinae к Cottidae.

## Этимология
Родовое название Argyrocottus — это комбинация слова argyros, что означает «серебро», что указывает на серебристые пятна на нижней стороне и боках, а также две серебристые полосы, одна из которых проходит из-под глаза к основанию нижней челюсти, а другая — от нижней челюсти и глаза до предкрышки, и слова Cottus, названия типового рода семейства Cottidae.